# Marthe Choquette
Pour les articles homonymes, voir Choquette.
Marthe Choquette (née Marie Marthe Françoise Choquette le 2 juin 1930 à Sainte-Catherine-de-Hatley et morte le 8 février 2005 à Montréal) est une comédienne québécoise.

## Biographie
Marthe Choquette est la fille de Joseph-Armand Choquette, fermier, et de Juliette Montminy.  Son père, très impliqué dans la communauté, a été député du Bloc populaire canadien au Parlement du Canada de 1943 à 1945.  Il a aussi été, entre autres, secrétaire-trésorier de la municipalité de Sainte-Catherine-de-Hatley, président diocésain de l'Union catholique des cultivateurs ainsi que secrétaire-trésorier de la Commission scolaire et de la Mutuelle incendie de Ste-Catherine.
Marthe Choquette compte à son actif plus d'une cinquantaine d'années sur les planches du Québec, elle a joué dans plusieurs téléromans au petit écran, notamment dans Du Tac au Tac (SRC, 1976), où elle partageait la vedette avec Michel Forget et Roger Lebel.
Dans les années 70, elle participe à la série télévisée pour enfants Le Cirque du Capitaine (TM, 1970), puis elle prête sa voix au personnage de Madame Coucou, la gentille voisine dans l'émission pour enfants Passe-Partout (SRC, 1977). On la voit ensuite dans la série télévisée Épopée rock (TM, 1984).
Au théâtre, Marthe Choquette est de la distribution originale de la pièce de théâtre de Michel Tremblay, Les Belles-Sœurs, qui est présentée pour la première fois en 1968.  Elle y tient le rôle de la jalouse.  Notons aussi une participation à la pièce Les vieux ne courent pas dans les rues, de Jean-Pierre Boucher.
Elle tient quelques rôle au cinéma, dont la mère de Louise dans Avoir 16 ans, de Jean-Pierre Lefebvre.
Marthe Choquette décède d'un cancer le 8 février 2005, à 74 ans.

## Filmographie
- 1958 : Le Stigmate
- 1962 : Mon oncle Antoine
- 1966 : Parlez-nous d'amour
- 1970-1973 : Le cirque du Capitaine (série télévisée) : Madame Irma
- 1974 : Métrique
- 1976-1982 : Du tac au tac (série télévisée) : Thérèse Duquette
- 1977-1979 : Passe-Partout (série télévisée) : Madame Coucou
- 1984-1990 : Épopée rock (série télévisée)
- 1980 : Avoir 16 ans
- 2000 : La Vie après l'amour

## Théâtre
- 1968 Les Belles-Sœurs, de Michel Tremblay